# Mokaná
Les Mokaná ou Mocaná sont un groupe ethnique de Colombie, vivant dans le département de Atlántico. La langue Mokaná fait partie de la famille des langues Malibu; elle est éteinte, seulement 500 mots ont été conservés.